# Аугсбургер Пантер
«А́угсбургер Па́нтер» (нем. Augsburger Panther — «пантеры Аугсбурга») — немецкий хоккейный клуб из города Аугсбург. Выступает в Немецкой хоккейной лиге с 1994 года.

## История
В 1878—1994 годах клуб назывался «Аугсбургер ЕВ» (нем. Augsburger EV), в 1994 году поменял название на текущее.
С 1936 года клуб проводит домашние матчи на «Курт-Френцель-Штадионе» (нем. Curt-Frenzel-Stadion) в Аугсбурге.
Высшее достижение клуба — чемпионство во второй бундеслиге в 1994 году. «Аугсбургер Пантер» выступают в Немецкой хоккейной лиге со дня её основания (1994).

## Достижения
- Чемпион 2-й бундеслиги — 1967, 1976, 1978, 1986, 1992, 1994
- Чемпион Германии среди молодёжи — 1974
- Чемпион Германии среди юношей — 1998
- Вице-чемпион Германии — 2010